# Solovetsky (huyện)
Huyện Solovetsky (tiếng Nga: ? райо́н) là một huyện hành chính tự quản (raion), của Tỉnh Arkhangelsk, Nga. Huyện có diện tích 307 km², dân số thời điểm ngày 1 tháng 1 năm 2000 là 1100 người. Trung tâm của huyện đóng ở Solovetsky.